# Вилудкі (Підляське воєводство)
Вилудкі (пол. Wyłudki) — село в Польщі, у гміні Корицин Сокульського повіту Підляського воєводства.
Населення — 45 осіб (2011).
У 1975-1998 роках село належало до Білостоцького воєводства.

## Демографія
Демографічна структура станом на 31 березня 2011 року:
|          | Загалом | Допрацездатний вік | Працездатний вік | Постпрацездатний вік |
| -------- | ------- | ------------------ | ---------------- | -------------------- |
| Чоловіки | 19      | 3                  | 11               | 5                    |
| Жінки    | 26      | 8                  | 11               | 7                    |
| Разом    | 45      | 11                 | 22               | 12                   |